# Möhne
Möhne är en biflod till Ruhr i Westfalen, 70 kilometer lång och mynnar i Neheim.
Genom den 1912 färdigbyggda Möhne-Talsperre uppdäms den 10,4 kvadratkilometer stora Möhne-See i Arnsberger Wald.